# Patroclus Hill
Der Patroclus Hill ist ein 760 m hoher, abgerundeter und verschneiter Hügel in der Achaean Range auf der Anvers-Insel im Palmer-Archipel vor der Westküste der Antarktischen Halbinsel. Von der Nordwestseite des Mount Achilles trennt ihn ein niedriger Bergsattel. 
Der Falkland Islands Dependencies Survey nahm 1955 Vermessungen des Hügels vor. Das UK Antarctic Place-Names Committee benannte ihn 1958 nach Patroklos, einer Figur aus der Ilias nach Homer.